# 4 Dywizjon Straży Granicznej
4 Dywizjon Straży Granicznej – jednostka organizacyjna Straży Granicznej w II Rzeczypospolitej.

## Formowanie i zmiany organizacyjne
Z polecenia dowódcy Straży Granicznej płk. Małyszki, w dniu 17 stycznia 1919 przybył do Włocławka rotmistrz Orzanowski z adiutantem porucznikiem Wasiakiem z zadaniem formowania 4 dywizjonu Straży Granicznej. Kancelarię dywizjonu rozlokowano w lokalu prywatnym przy ul. Toruńskiej 10, a żołnierzy lokowano w kamienicy przy ul. Gdańskiej.

 26 stycznia przybyli do Włocławka 175 żołnierzy ochotników z Dąbrowy Górniczej z rtm. Leszukiem i ppor. Macherskim na czele. To oni, jako 1 szwadron dywizjonu, wyruszyli na granice i obsadzili 20-kilometrowy odcinek od Zakrzewa do Wisły. We wsi Podgaj utrzymywano łączność z oddziałami wojsk wielkopolskich. W zasadzie szwadron znalazł się w ogniu walk toczonych w ramach powstania wielkopolskiego. 

2 szwadron rozpoczął formowanie od 2 lutego 1920. Jego dowództwo objął rtm. Sękowski. Szwadron został rozlokowany w obszernych aczkolwiek nieogrzewanych koszarach w Aleksandrowie. 
16 marca, na mocy rozkazu Dowództwa Straży Granicznej nr 14§7, dywizjon wszedł w skład 3 pułku Wojskowej Straży Granicznej, jako jego I dywizjon

## Dowódcy dywizjonu
- rotmistrz Orzanowski

## Przekształcenia
- 4 dywizjon Straży Granicznej → I dywizjon 3 pułku Wojskowej Straży Granicznej → 2 samodzielny dywizjon Wojskowej Straży Granicznej (do 1 II 1920) → 4 pułk Wojskowej Straży Granicznej (do III 1921) → 4 pułk Strzelców Granicznych ↘ rozformowany w grudniu 1920.